# Central hidroeléctrica Cerro del Águila
Cerro del Águila es una central hidroeléctrica de 592 MW de potencia alimentadas por las aguas del río Mantaro. Se encuentra ubicada en el departamento de Huancavelica (Perú). Las aguas que turbina la central discurren desde su nacimiento en el lago Chinchaycocha a 4080 m s.n.m. hasta la presa y bocatoma de la central a 1526 m s.n.m. por aproximadamente 490 km. Es la segunda central hidroeléctrica de mayor potencia instalada en el Perú, solo superada por la central Santiago Antúnez de Mayolo.

## Ubicación
Se encuentra a unos 270 km desde Lima. Está localizada en la segunda curva del río Mantaro, en un tramo donde los flancos del río son relativamente empinados con elevaciones entre los 1600 y 1250 m.s.n.m. Se encuentra dentro de la jurisdicción de los distritos de Pampas, Colcabamba y Salcabamba, pertenecientes a la provincia de Tayacaja, en la región Huancavelica.

## Historia
El proyecto Cerro del Águila en el Perú representa la tercera fase del proyecto Aprovechamiento Hidro energético en cascada del río Mantaro. Se ubica en un tramo aguas abajo del aprovechamiento hidroeléctrico SAM/Restitución, es decir, de las centrales hidroeléctricas Santiago Antúnez de Mayolo (SAM) y Restitución (RES). La central hidroeléctrica SAM HEPP se localiza en la primera curva grande y suavemente desarrollada del río Mantaro. Inicialmente, se planteó otro proyecto para aprovechar la segunda curva del río Mantaro, prácticamente hasta su confluencia con el río Apurímac. Este proyecto habría incluido un túnel largo de baja presión y una presa de 250 m de altura, ubicada aguas abajo de la confluencia del río Colcabamba, con el fin de incluir el caudal proporcionado por esta cuenca adicional de aporte así como la carga de agua adicional existente entre el nivel del agua de descarga de la central SAM HEPP y el nivel del río Mantaro.
Tomando en consideración el gran deslizamiento de tierra que se produjo en 1974, en la zona Mayunmarca y la evidente vulnerabilidad de la estabilidad de las laderas del valle, se desechó la idea de implementar una presa de gran altura y se la sustituyó, aunque parcialmente, con los siguientes proyectos:
- El Proyecto Restitución, que aprovecha la diferencia de carga de agua igual a 250 m, existente entre el nivel del agua en el canal de descarga de la central SAM y el nivel en el río Mantaro, y
- El Proyecto Guitarra, desarrollado a corta distancia aguas abajo de la curva denominada Guitarra. Al cabo de casi 25 años de análisis, se define y se renombra este Proyecto Guitarra (1983) como Proyecto Cerro del Águila.

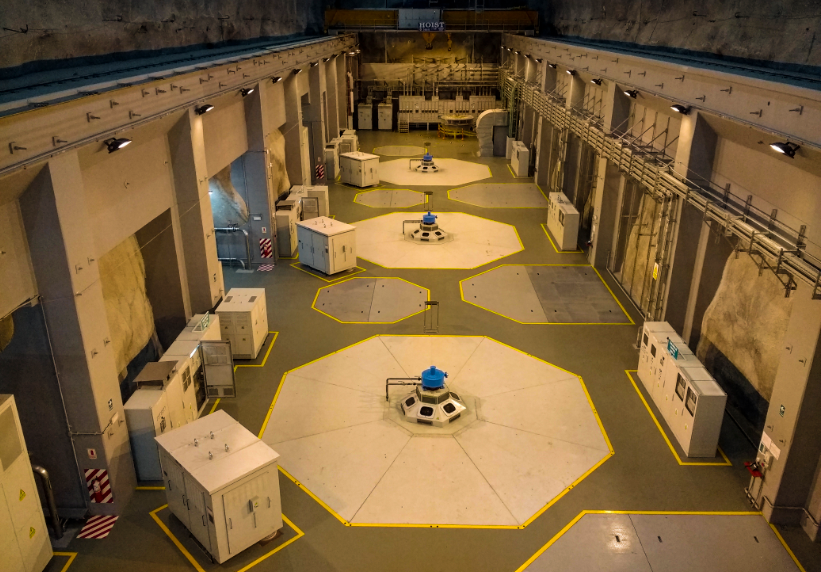
Sala de máquinas Cerro del Águila

## Datos Técnicos
La presa es de tipo gravedad con eje curvilíneo, de 270 m de longitud y 88 m de altura.
- Las turbinas son del tipo turbina Francis vertical. 2 unidades con potencia efectiva de 189 MW, 1 unidad con 203MW y caudal nominal de 70 m³/s.
- Los generadores son de 201 MVA de potencia a 13.8 KV de tensión de salida.
- Adicionalmente, cuenta con una mini central que se ubica al pie de la presa, el cual aprovecha el caudal ecológico para general 10MW.

### Subestación
La subestación de la central está aislada por el gas hexafluoruro de azufre (SF6), que permite una gran compactación del mismo. Para cada grupo generador existe un banco de transformadores monofásicos, elevando la tensión de 13.8 kV a 220 kV.